# Petr Benčík
Petr Benčík (Nový Bor, 29 gennaio 1976) è un ex ciclista su strada ceco, professionista dal 2000 al 2012. È stato campione nazionale in linea nel 2008, nel 2010 e nel 2011, e ha rappresentato il suo paese nella prova su strada ai Giochi olimpici di Pechino 2008.

## Palmarès
- 2006 (PSK Whirlpool-Hradec Králové, una vittoria)

Memorial Henryka Lasaka
- 2007 (PSK Whirlpool-Hradec Králové, una vittoria)

Grand Prix Velka cena Palma
- 2008 (PSK Whirlpool-Author, una vittoria)

Campionati cechi, Prova in linea
- 2010 (PSK Whirlpool-Author, una vittoria)

Campionati cechi, Prova in linea
- 2011 (PSK Whirlpool-Author, tre vittorie)

1ª tappa Oberösterreich Rundfahrt (Linz > Traun)
Classifica generale Oberösterreich Rundfahrt
Campionati cechi, Prova in linea

### Altri successi
- 1996 (Dilettanti)

3ª tappa Lidice (Lidice > Lidice)
- 1998 (Dilettanti)

Brno-Velka Bites-Brno
1ª tappa Slovakopress
Classifica generale Slovakopress
4ª tappa Vysočina (Ždár nad Sázavou > Ždár nad Sázavou)
- 1999 (Dilettanti)

1ª tappa Vysočina (Ždár nad Sázavou > Ždár nad Sázavou)
- 2001 (Wüstenrot-ZVVZ)

Criterium Prostějov
4ª tappa Vysočina (Ždár nad Sázavou > Ždár nad Sázavou)
- 2002 (Wüstenrot-ZVVZ)

Criterium Jevicko
4ª tappa Vysočina (Ždár nad Sázavou > Ždár nad Sázavou)
Criterium Opocno
- 2003 (eD'system-ZVVZ)

Criterium Benešov
Classifica scalatori Okolo Slovenska
- 2004 (eD'system-ZVVZ, due vittorie)

1ª tappa Vysočina (Havlíckiv Brod > Havlíckiv Brod)
Classifica generale Vysočina
- 2006 (PSK Whirlpool-Hradec Králové)

1ª tappa Vysočina (Nové Mesto na Morave > Nové Mesto na Morave)
- 2007 (PSK Whirlpool-Hradec Králové)

2ª tappa Lidice (Lidice > Lidice)
5ª tappa Vysočina (Ždár nad Sázavou > Ždár nad Sázavou)
GP Pribram
1ª tappa Friedens und Freundschaftstour (Budweis > Bad Leonfelden)
- 2008 (PSK Whirlpool-Author)

Criterium Benešov
- 2011 (PSK Whirlpool-Author)

1ª tappa Vysočina (Bystřice nad Pernštejnem > Pernštejnem)

## Piazzamenti

### Competizioni mondiali
- Campionati del mondo

Lugano 1996 - In linea Under-23: 40º
San Sebastián 1997 - In linea Under-23: 24º
Valkenburg 1998 - In linea Under-23: ritirato
Madrid 2005 - In linea Elite: 99º
Salisburgo 2006 - In linea Elite: 121º
Stoccarda 2007 - In linea Elite: ritirato
Melbourne 2010 - In linea Elite: 54º
Copenaghen 2011 - In linea Elite: ritirato
- Giochi olimpici

Pechino 2008 - In linea: 74º

### Competizioni europee
- Campionati europei

Isola di Man 1996 - In linea Under-23: 19°
Villach 1997 - In linea Under-23: 6°